# Cephalotes crenaticeps
Cephalotes crenaticeps är en myrart som först beskrevs av Mayr 1866.  Cephalotes crenaticeps ingår i släktet Cephalotes och familjen myror. Inga underarter finns listade.

## Bildgalleri

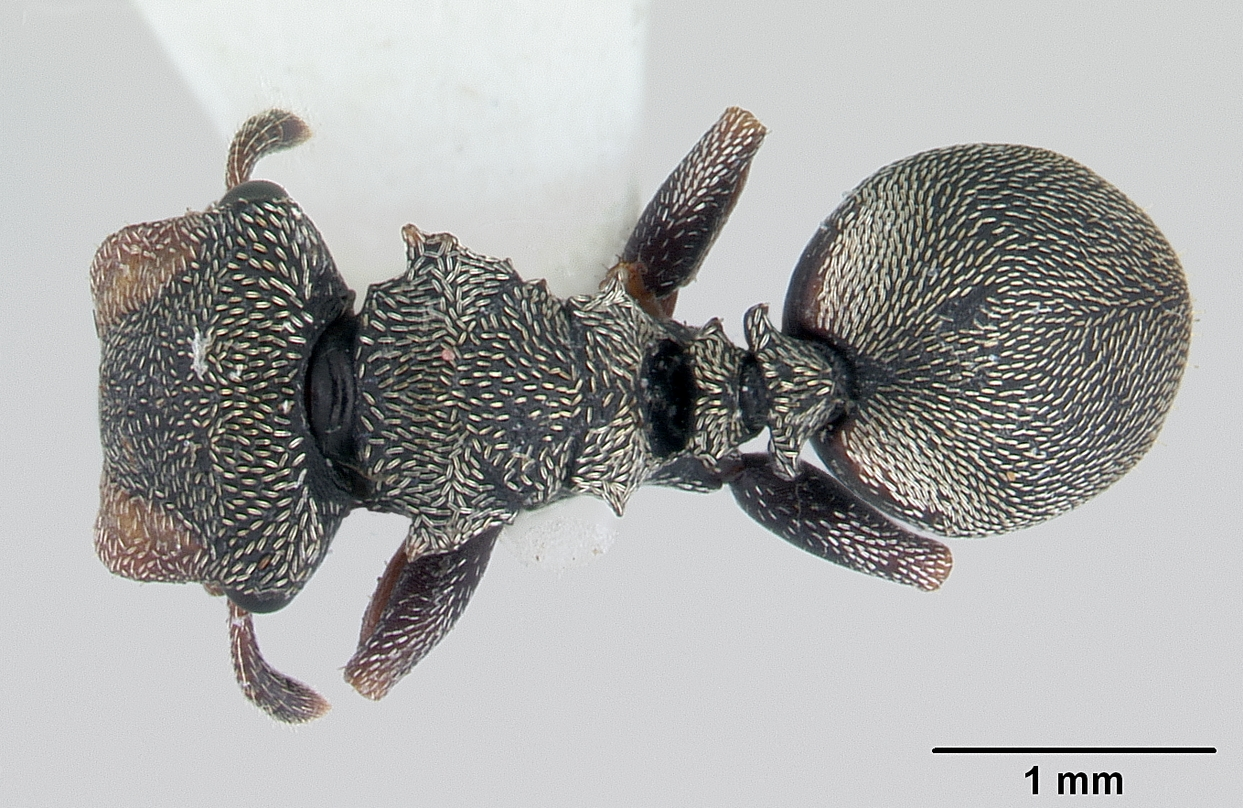
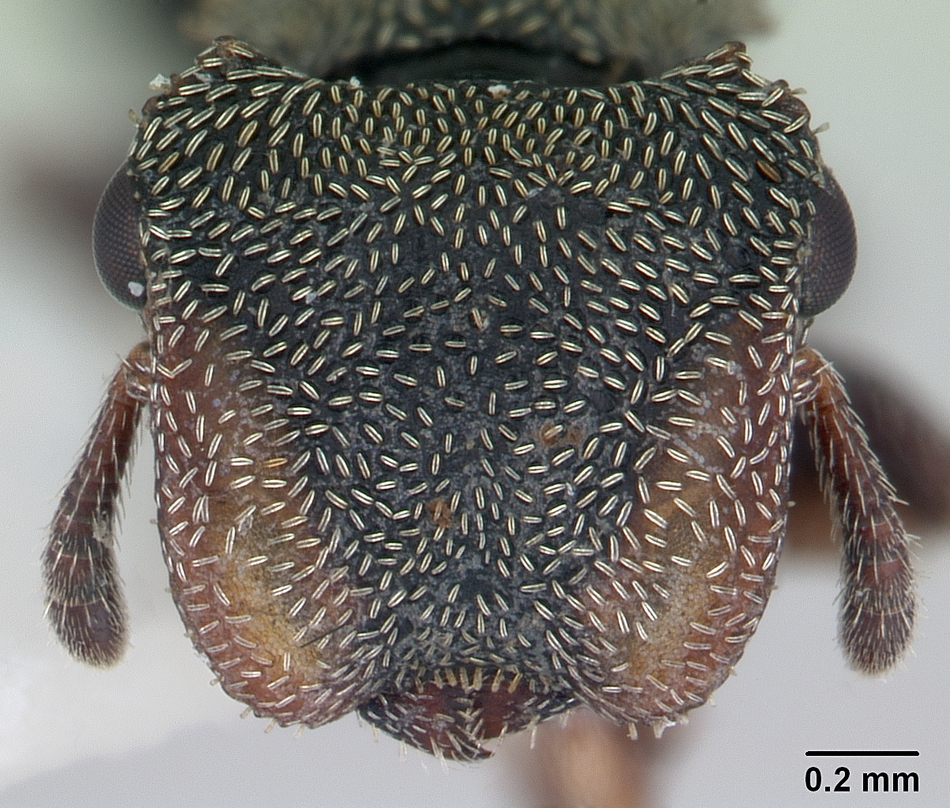
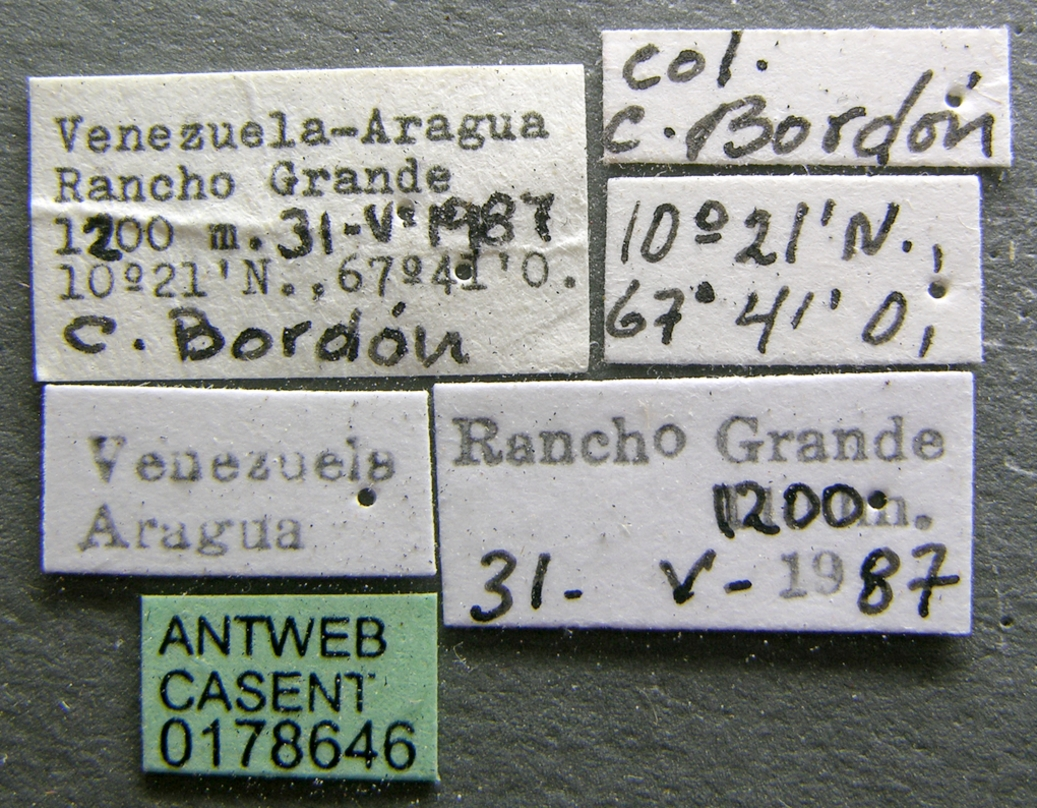
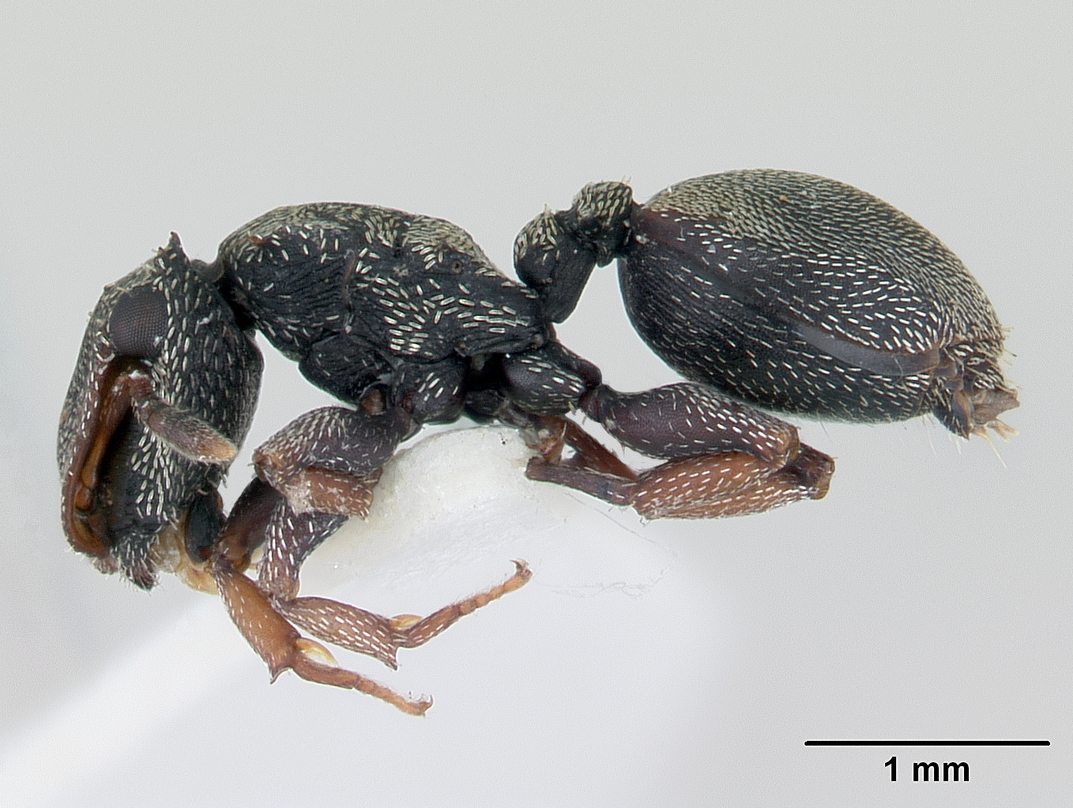